# Viaden Media
Viaden Media — разработчик программного обеспечения. Компания основана 2001 году белорусским предпринимателем и инвестором Виктором Прокопеней. Viaden Media выросла в одного из крупнейших на территории СНГ производителей собственных приложений для iPhone и iPad, и в 2012 году была приобретена соучредителем компании Playtech Тедди Саги. Впоследствии компания была разделена на Sport.com и Skywind Group.

## История
В 2001 году Виктор Прокопеня основал компанию Viaden Media как разработчика IT-продуктов на аутсорсе. В 2006 году компания сменила фокус и начала выпускать собственные программные продукты для индустрии онлайн-развлечений. В 2009 году было открыто новое направление — Viaden Mobile. В рамках этого подразделения началась разработка мобильных приложений для новой платформы iOS, а позже и Android. Viaden Mobile возглавил Юрий Гурский, также вошедший в число соакционеров подразделения.
В 2006 году Viaden Media присоединилась к Консорциум Всемирной паутины (W3C). В 2007 году компания стала резидентом белорусского Парка высоких технологий. В том же году Viaden Media становится первой белорусской компанией-членом Международной торговой палаты (ICC).
К 2011 году компания стала крупнейшим на постсоветском пространстве разработчиком софта для мобильных платформ, с особенно сильными позициями в сегменте программного обеспечения для онлайн-игр и приложений для слежения за здоровьем. В 2011—2012 году компания была продана израильскому предпринимателю-миллиардеру Тедди Саги, основателю крупнейшего в мире производителя софта для азартных игр Playtech. По фигурировавшим в прессе данным, Viaden Media была оценена в 95 млн евро.
После смены владельцев компания сохранила центр разработки в Минске. Позднее Viaden Media была разделена на две компании: Sport.com (крупнейший разработчик фитнес-приложений, владелец порталов sport.com и yoga.com) и Skywind Group (специализация — мобильные и социальные игры). Основатель компании Виктор Прокопеня сконцентрировался на развитии новых проектов, в том числе своей новой компании exp(сapital), которая разрабатывает решения для алгоритмической торговли финансовыми инструментами. Юрий Гурский же проработал в Sport.com на должности CEO до октября 2014, когда истёк его контракт, параллельно выступая в роли бизнес-ангела для белорусских стартапов.

## Программные решения
Компания создала такие известные приложения, как All-in Fitness, Smart Alarm Clock и Yoga.com, а также большое число мобильных игр, аудитория которых насчитывает более 40 миллионов человек. Всего Viaden Media выпустила более 100 приложений.
На счету разработчика 20 игровых приложений. В частности, на 2010 год Viaden выпустила 4 из 10 самых финансово успешных развлекательных приложений для iPad .
В июле 2010 года приложение All-in Fitness — собственная разработка компании — стало лидером в более чем 40 странах в категории Healthcare & Fitness в App Store. В США приложение вошло в топ-30 всех платных приложений App Store. В России All-in Fitness стала самой популярной программой среди всех доступных приложений.
Viaden Media неоднократно становилась обладателем ежегодной награды стала обладателем ежегодной награды, вручаемой Apple разработчикам лучших приложений: App Store Rewind в категории Fitness был вручён компании в 2010 и 2011 годах.

## Награды
Viaden Media поддерживала белорусский Startup Weekend и другие мероприятия для молодых предпринимателей, а также спонсировало множество ИТ-конференций. Благодаря этому в 2009, 2010 и 2011 годах компания была признана «Лучшим предпринимателем года».
В 2011 году Viaden Media вошла в тройку лучших компаний по версии сотрудников. Награда присуждается белорусским IT-порталом Dev.by.
В том же году Парк высоких технологий присудил компании награду «Золотой байт-2011» в номинации «Динамично развивающаяся ИТ-компания».